# Blekberi
Blekberi je serija mobilnih uređaja koji su prvi put prikazani 1999. godine kao pejdžeri. 2002. godine se pojavio Blekberi pametni telefon koji je imao podršku za slanje Elektronske pošte i imao je mogućnosti obavljanja telefonskih poziva, slanja SMS poruka i pretraživanja interneta. Razvila ga je kanadska kompanija RIM (Research In Motion). Prvi Blekberi uređaj je imao monohromatski ekran, međutim svi novi uređaji imaju kolorne ekrane, a Blekberi Storm 9500 je prvi uređaj ove vrste sa ekranom osetljivim na dodir. 18. Decembra 2008, RIM je objavio da na svetu postoji 21 milion korisnika Blekberi uređaja.

## Operativni sistem
Operativni sistem za Blekberi uređaje razvija RIM, i on je prilagođen za korišćenje sa skrol točkićem, ili, od 12. Septembra 2006. godine, trekbolom. Sistem ima podršku za Java MIDP 1.0 i WAP 1.2. OS 4 verzija ima podršku za MIDP 2.0 a takođe pruža podršku za kompletnu sinhronizaciju podataka putem WiFi mreže.

## Modeli
Raniji pejdžer modeli: 850, 857, 950, 957
Modeli sa monohramskim ekranom: serija 5000 i serija 6000
Prvi modeli sa ekranom u boji: serija 7200, serija 7500, serija 7700
Modeli od 2006. - 2008. godine: serija 8830 uključujući Blekberi 8800. Blekberi Perl, Perl Flip i Blekberi Kurv
Modeli od 2008. - 2009. Blekberi Kurv 8900, Blekberi Nijagara 9630, Blekberi Storm (9500/9530)

## BlekberiPIN
Blekberi PIN je heksadecimalni broj od osam cifara koji se pripisuje svakom pojedinačnom Blekberi uređaju. Oni ne mogu biti promenjeni. Dva Blekberi aparata mogu da komuniciraju koristeći PIN kod iz Blekberi Mesindžer aplikacije.

## Nadimci
Kako je, kada se pojavio, ovaj uređaj bio jednistven po pogledu jednostavnosti pristupanju elektronskoj pošti, korisnici su mu dali nadimak "Krekberi" (Krek-Oblik droge kokaina koji stvara zavisnost).
Mnogi korisnici ozlede na prstima od korišćenja trekbola i skrol točkića nazivaju "Beri palac" ili "Beri žulj"

## Spoljašnje veze
- Zvanična veb stranica
- Stranica firme "Research In Motion"